# Mistrzostwa Europy w Lekkoatletyce 2016 – bieg na 3000 m z przeszkodami mężczyzn
Bieg na 3000 metrów z przeszkodami mężczyzn – jedna z konkurencji biegowych rozgrywanych podczas lekkoatletycznych mistrzostw Europy na Stadionie Olimpijskim w Amsterdamie.
Tytułu mistrzowskiego z 2014 nie obronił Yoann Kowal.

## Terminarz
| Data    | Godzina |            |
| ------- | ------- | ---------- |
| 6 lipca | 17:55   | Eliminacje |
| 8 lipca | 21:25   | Finał      |

## Rekordy
Tabela prezentuje rekord świata, rekord Europy, rekord mistrzostw Europy oraz najlepsze wyniki na listach światowych i europejskich w sezonie 2016 przed rozpoczęciem mistrzostw.
|                          | Zawodnik                    | Wynik   | Miejsce    | Data                 | Źródło |
| ------------------------ | --------------------------- | ------- | ---------- | -------------------- | ------ |
| Rekord świata            | Saif Saaeed Shaheen         | 7:53,63 | Bruksela   | 3 września 2004(dts) | [ 1 ]  |
| Rekord Europy            | Mahiedine Mekhissi-Benabbad | 8:00,09 | Paryż      | 6 lipca 2013(dts)    | [ 2 ]  |
| Rekord mistrzostw Europy | Mahiedine Mekhissi-Benabbad | 8:07,87 | Barcelona  | 1 sierpnia 2010(dts) | [ 3 ]  |
| Listy światowe           | Conseslus Kipruto           | 8:00,12 | Birmingham | 5 czerwca 2016(dts)  | [ 4 ]  |
| Listy europejskie        | Yoann Kowal                 | 8:17,86 | Rzym       | 2 czerwca 2016(dts)  | [ 5 ]  |

## Rezultaty

### Eliminacje
Awans: Pięciu najlepszych z każdego biegu (Q) oraz pięciu z najlepszymi czasami wśród przegranych (q).
Źródło: european-athletics.org.
| Pozycja | Bieg | Zawodnik                    | Państwo         | Czas    | Uwagi |
| ------- | ---- | --------------------------- | --------------- | ------- | ----- |
| 1.      | 1    | Mahiedine Mekhissi-Benabbad | Francja         | 8:31,42 | Q     |
| 2.      | 1    | Krystian Zalewski           | Polska          | 8:31,50 | Q     |
| 3.      | 1    | Sebastián Martos            | Hiszpania       | 8:31,98 | Q,    |
| 4.      | 1    | Rob Mullett                 | Wielka Brytania | 8:32,06 | Q     |
| 5.      | 1    | Ole Hesselbjerg             | Dania           | 8:32,17 | Q     |
| 6.      | 1    | Abdoullah Bamoussa          | Włochy          | 8:32,54 | q,    |
| 7.      | 2    | Aras Kaya                   | Turcja          | 8:33,11 | Q     |
| 8.      | 1    | Hakan Duvar                 | Turcja          | 8:33,13 | q,    |
| 9.      | 2    | Yoann Kowal                 | Francja         | 8:33,51 | Q     |
| 10.     | 2    | Fernando Carro              | Hiszpania       | 8:33,69 | Q,    |
| 11.     | 2    | Kaur Kivistik               | Estonia         | 8:33,94 | Q,    |
| 12.     | 1    | Abdelaziz Merzougui         | Hiszpania       | 8:34,34 | q     |
| 13.     | 1    | Emil Blomberg               | Szwecja         | 8:34,81 | q,    |
| 14.     | 2    | Yuri Floriani               | Włochy          | 8:34,82 | q     |
| 15.     | 1    | Tom Erling Kårbø            | Norwegia        | 8:42,72 |       |
| 16.     | 2    | Jeroen D’Hoedt              | Belgia          | 8:42,75 |       |
| 17.     | 1    | Tarık Langat Akdağ          | Turcja          | 8:43,81 |       |
| 18.     | 2    | Mitko Csenov                | Bułgaria        | 8:45,55 |       |
| 19.     | 2    | Bjørnar Ustad Kristensen    | Norwegia        | 8:54,73 |       |
| 20.     | 2    | Elmar Engholm               | Szwecja         | 8:55,21 |       |
| 21.     | 2    | Djilali Bedrani             | Francja         | 8:57,27 |       |
| 22.     | 1    | Tomas Cotter                | Irlandia        | 9:08,82 |       |
| 23.     | 1    | Noam Ne’eman                | Izrael          | 9:15,80 |       |
| 24 !    | 2    | Jamel Chatbi                | Włochy          | 8:33,25 |       |
| 25 !    | 2    | Jakob Dybdal Abrahamsen     | Dania           | DNF     |       |
| 25 !    | 2    | Wadym Słobodeniuk           | Ukraina         | DNF     |       |

### Finał
Źródło: european-athletics.org.
| Pozycja | Zawodnik                    | Reprezentacja   | Czas    | Uwagi |
| ------- | --------------------------- | --------------- | ------- | ----- |
| 01 !    | Mahiedine Mekhissi-Benabbad | Francja         | 8:25,63 |       |
| 02 !    | Aras Kaya                   | Turcja          | 8:29,91 | PB    |
| 03 !    | Yoann Kowal                 | Francja         | 8:30,79 |       |
| 4.      | Sebastián Martos            | Hiszpania       | 8:31,93 | SB    |
| 5.      | Rob Mullett                 | Wielka Brytania | 8:33,29 |       |
| 6.      | Kaur Kivistik               | Estonia         | 8:33,75 | SB    |
| 7.      | Abdoullah Bamoussa          | Włochy          | 8:35,35 |       |
| 8.      | Yuri Floriani               | Włochy          | 8:35,94 |       |
| 9.      | Fernando Carro              | Hiszpania       | 8:40,73 |       |
| 10.     | Ole Hesselbjerg             | Dania           | 8:42,27 |       |
| 11.     | Hakan Duvar                 | Turcja          | 8:44,03 |       |
| 12.     | Emil Blomberg               | Szwecja         | 8:48,98 |       |
| 13.     | Abdelaziz Merzougui         | Hiszpania       | 8:51,37 |       |
| 14 !    | Jamel Chatbi                | Włochy          | DQ      |       |
| 15 !    | Krystian Zalewski           | Polska          | DNS     |       |